# Anthracosauria
Super-ordre
Groupes de rang inférieur
- † ? Eoherpeton
- † Embolomeri
- † Silvanerpeton
- † ? Eldeceeon
- † Chroniosuchia
- † Gephyrostegidae
- † Seymouriamorpha
- † ? Solenodonsaurus
- † Diadectomorpha
- † ? Casineria

Les Anthracosaures (Anthracosauria) sont un super-ordre paraphylétique éteint d'amphibiens reptiliomorphes, ancestral aux amniotes.